# Yeovil/Westland Airport
Yeovil/Westland Airport (engelska: Yeovil Aerodrome) är en flygplats i Storbritannien.   Den ligger i grevskapet Somerset och riksdelen England, i den södra delen av landet, 190 km väster om huvudstaden London. Yeovil/Westland Airport ligger 58 meter över havet.
Terrängen runt Yeovil/Westland Airport är platt. Runt Yeovil/Westland Airport är det ganska tätbefolkat, med 86 invånare per kvadratkilometer. Närmaste större samhälle är Yeovil, 1,8 km öster om Yeovil/Westland Airport. Trakten runt Yeovil/Westland Airport består i huvudsak av gräsmarker.